# 台籍大陸律師
台籍大陸律師指台湾地区居民（即在台湾设有户籍的中华民国国民），通過中华人民共和国国家统一法律职业资格考试，考试合格取得资格，再获得中华人民共和国律师执业证。此类台籍律师在中國大陸可參加律師協會、執行律師業務，協助台商或台胞保障其在中國大陸的合法權益，但前提是必須為涉台民事繼承或婚姻等案件，且全部刑事案件皆受限無法執業。

## 源起
中华人民共和国政府在政治上奉行一个中国原则，将中华民国国民与港澳居民视为中华人民共和国公民、境外居民。1994年大陸曾開放台灣民眾報考大陸律師資格，後來因相關配套措施無法配合和運作，只開放一年就關閉，台灣法界人士此後一直無法參加大陸的律師考試。2008年大陸重新開放台灣民眾報考大陸律師資格，向台灣專業人士招手，符合大陸「國家司法考試實施辦法」的台灣民眾都可以報名大陸的司法考試，合格後，中华人民共和国國務院司法部門授予法律職業資格，並頒發法律職業資格證書。 （页面存档备份，存于）
2009年1月1日，《取得国家法律职业资格的台湾居民在大陆从事律师职业管理办法》正式实施。1月间，在1994年已取得法律职业资格证书的台籍人士朱襄阳从北京市律师协会领取“申请律师执业人员实习证”。2010年3月26日，朱襄阳取得北京市司法局颁发的中华人民共和国律师执业证，成为首位台籍大陆律师。

## 應考須知
依據《中华人民共和国法官法》、《中華人民共和國檢察官法》、《中華人民共和國律師法》、《中華人民共和國公證法》 ( 以下分別簡稱《法官法》、《檢察官法》、《律師法》、《公證法》 ) 及《國家司法考試實施辦法 ( 試行 ) 》的有關規定，現就國家司法考試有關事項公告如下：

### 報名資格
符合以下條件人員，可以報名參加國家司法考試：
具有中華人民共和國國籍、擁護《中華人民共和國憲法》、享有選舉權和被選舉權、具有完全民事行為能力、高等院校法律專業本科畢業或者高等院校非法律專業本科畢業並具有法律專業知識、品行良好者。

### 學歷學位認證
到大陸升學、取得證照、就業者，在提出申請時，往往會被要求附上學歷學位證明，臺灣學歷學位如何得到證明，則必需經過大陸學歷學位認證機構的流程及手續，相關注意事項，請見下列整理：

#### 學歷學位認證的主要內容
- 鑒別臺灣頒發學歷學位證書或高等教育文憑機構的合法性
- 針對臺灣高等教育機構頒發的學歷學位證書或具有學歷學位效用的高等教育文憑、證書的真實性
- 對臺灣學歷學位的層次與大陸學歷學位的對應關係提出認證諮詢意見
- 為經認證的臺灣學歷學位證書或高等教育文憑出具認證證書

#### 學歷學位認證的認證範圍
- 在外國和中國香港、澳門特別行政區及臺灣各大學或高等教育機構攻讀正規課程所獲學歷學位證書或高等教育文憑

#### 不在認證受理之列的證書
- 外語補習和攻讀其他非正規課程（如短期進修）所獲得的結業證書
- 進修人員和訪問學者的研究經歷證明
- 中國大陸境外教育機構頒發的預科證明
- 未經中國大陸教育主管部門批准的合作辦學機構所頒發之學位證書或高等教育文憑
- 函授、遠端教育及網路教育取得的學位證書或高等教育文憑
- 非高等教育文憑、榮譽稱號和無相應學習或研究經歷的榮譽學位證書
- 中國大陸境外 各類職業技能或職業資格證書

#### 注意事項
- 國境外學歷學位認證為申請者個人自願行為
- 在認證評估過程中，如需要，申請者應向中國教育部留學服務中心提供有關補充材料
- 認證申請材料應真實有效，如申請者提供虛假材料，申請費用及申請材料不予退還
- 申請者務必如實、準確填寫學習經歷，如因填寫虛假資訊或漏填有關資訊造成的任何後果由申請者本人承擔

## 應考時程表
| 時間           | 具體進行工作 |
| -------------- | --- |
| 4月            | 公佈《國家司法考試大綱》，確定司法考試的具體內容台生欲報考今年度司考，應於6月15日前完成學歷認證。 |
| 5月            | 發佈司法考試公告，規定當年度司法考試報名的條件、方式以及考試日期等相關事宜。台生欲報考今年度司考，應於6月15日前完成學歷認證。                                                                                                 |
| 6月5日-25日    | 登錄司法部網站進行網上預報名。 各地是否實行網上預報名，由省一級司法行政機關確定並公告。 |
| 6月16日-7月5日 | 已網上預報名的人員須到報名地司法行政機關指定的報名點進行確認。 7月1日至20日，現場繳交報名表及相關資料,已網上預報名的人員須到報名地司法行政機關指定的報名點進行現場報名手續。 (2012年起，報名於廈門、深圳考試者免進行現場確認) |
| 9月20-21日     | 全國各考點同時舉行考試。 |
| 9月22日        | 上午 8 時公佈考試試題。 |
| 9月下旬        | 司法部公佈參考答案。 |
| 11月下旬       | 公佈司法考試通過分數線。每年11月下旬（11月20日前後公告），需關注中华人民共和国司法部網站——中國普法網或聲訊電話（16899800）查詢。                                                                                              |
| 12月           | 自收到成績通知書之日起20日內向地（市）司法局申請法律職業資格證書。 |
| 隔年3月        | 領取法律職業資格證。 |

## 應考科目
| 考試科目 | 試卷               | 科目                                                                                                 | 題型           | 占分  | 時間  |
| -------- | ------------------ | --- | -------------- | ----- | ----- |
| 試卷一   | 綜合知識           | 社會主義法制理念、法理學、法制史、憲法、經濟法、國際法、國際私法、國際經濟法、司法制度與法律職業道德 | 選擇題         | 150分 | 180分 |
| 試卷二   | 刑事與行政法律制度 | 社會主義法制理念、刑法、刑事訴訟法、行政法與行政訴訟法                                               | 選擇題         | 150分 | 180分 |
| 試卷三   | 民商事法律制度     | 社會主義法制理念、民法、商法、民事訴訟法(含仲裁制度)                                                 | 選擇題         | 150分 | 180分 |
| 試卷四   | 實例(案例)分析     | 社會主義法制理念、法理學、憲法、行政法與行政訴訟法、刑法、刑事訴訟法、民法、商法、民事訴訟法         | 實例(案例)分析 | 150分 | 210分 |

## 合格標準
國家司法考試實行全國統一評卷。評卷工作結束後，考試成績由司法部國家司法考試辦公室公佈。
根據《國家司法考試實施辦法 ( 試行 ) 》的規定，國家司法考試的合格分數線，待考試結束後，由司法部最高人民法院、最高人民檢察院確定公佈。
通過國家司法考試的人員，由司法部統一頒發《法律職業資格證書》。 戶籍在放寬報名學歷條件地方、享受放寬地方政策的人員，在非放寬地方或者其他放寬地方報名、考試，考試成績達到合格分數線的，應當在戶籍所在地申請授予法律職業資格。
考試合格並獲得《法律職業資格證書》的人員，擔任法官、檢察官，申請律師執業和擔任公證員，應當符合《法官法》、《檢察官法》、《律師法》和《公證法》規定的其他條件。

## 近年資格考試成果
2008年4月16日，中华人民共和国司法部宣佈開放台籍人士可以報名參加中國國家司法考試，2010年合計共有392名台籍人士參加國家司法考試，其中含楊珮琪、黃致傑等47人從35萬名考生中脫穎而出，取得360分以上的合格成績。
2010年通過率由2009年的10.5%上升為12%。近十年來，共有4,300多名臺灣考生報名參加，實際通過人數超過300名，臺灣考生通過率約在7%上下，目前也有近百名台灣律師已在中華人民共和國執業。

## 备注
1. 1 2  2017年前，通过国家司法考试，取得法律职业资格证书。而2018年起，则是通过国家统一法律职业资格考试，取得法律职业资格证书。

## 外部連結
- 法部在廈門舉行為台灣居民頒發法律職業資格證書儀式（繁體中文）
- 大陸律師資格 今年起你我能考 （页面存档备份，存于）（简体中文）
- 大陸律師資格考試 （页面存档备份，存于）（简体中文）
- 司法部在厦门举行为台湾居民颁发法律职业资格证书仪式
- 陸開放台籍律師 可承作9成民事案件 （页面存档备份，存于）